# Cintarasa
Cintarasa is een bestuurslaag in het regentschap Garut van de provincie West-Java, Indonesië. Cintarasa telt 4441 inwoners (volkstelling 2010).